# 仙台連隊区
仙台連隊区（せんだいれんたいく）は、大日本帝国陸軍の連隊区の一つ。宮城県の徴兵・召集等兵事事務に係る区域で、事務は仙台連隊区司令部が執行した。前身は1888年（明治21年）に設置された仙台大隊区で、初めは福島県の一部も含んでいた。1945年（昭和20年）に同域に仙台地区司令部が設けられ、地域防衛体制を担任する。

## 沿革
1888年（明治21年）5月14日、大隊区司令部条例（明治21年勅令第29号）によって仙台大隊区が設けられ、陸軍管区表（明治21年勅令第32号）により宮城県の大部分と福島県の一部を管轄区域に定められた。第二師管第三旅管に属した。この時、宮城県の残り区域は盛岡大隊区に属し、福島県は福島大隊区である。
1896年（明治29年）4月1日、仙台大隊区は連隊区司令部条例（明治29年勅令第56号）によって連隊区に改組され、旅管が廃止となり第二師管に属した。また、宮城県仙台区は1889年（明治22年）、市制施行により仙台市となっていたため、陸軍管区表が変更された。
1903年（明治36年）2月14日、改正された「陸軍管区表」（明治36年勅令第13号）が公布となり、再び旅管が採用され連隊区は第二師管第三旅管に属した。
日本陸軍の内地19個師団体制に対応するため陸軍管区表が改正（明治40年9月17日軍令陸第3号）となり、1907年（明治40年）10月1日、仙台連隊区の管轄から福島県域が外され、連隊区は第二師管第二十五旅管に属した。1918年8月22日、司令部が仙台市澱橋通に移転した。
1925年（大正14年）4月6日、日本陸軍の第三次軍備整理に伴い陸軍管区表が改正（大正14年軍令陸第2号）され、同年5月1日、旅管は廃され引続き第二師管に属し、管轄区域は宮城県全域となり、この区域が終戦まで続いた。
1940年（昭和15年）8月1日、仙台連隊区は東部軍管区仙台師管に属することとなった。1945年2月11日、仙台師管は新設の東北軍管区に所属が変更された。同年には作戦と軍政の分離が進められ、軍管区・師管区に司令部が設けられたのに伴い、同年3月24日、連隊区の同域に地区司令部が設けられた。地区司令部の司令官以下要員は連隊区司令部人員の兼任である。同年4月1日、仙台師管は仙台師管区と改称された。

## 新聞社への圧力
1931年（昭和6年）9月に起きた満州事変後の10月14日、仙台市に本社を置く地方紙『河北新報』は、「陸軍に引きずられる外交は外交の名に値しない」と批判し、翌16日には軍部による倒閣工作を批判する評論を掲載した。仙台連隊区司令官は特高警察と憲兵隊を連れて同社の社屋に乗り込み、一力次郎社長に面会して執筆者の「東京支局・A記者」を出せと迫った。弟の一力五郎編集局長はこれを拒絶し、後に陸軍大臣あてに「社屋は小なりといえども言論の城廓であり、外部からの圧力に対しては言論の自由は死守する」という「確認書」を送った。以後この件での軍部の追及は止んだ。

## 管轄区域の変遷
1888年5月14日、陸軍管区表（明治21年勅令第32号）が制定され、仙台大隊区の管轄区域が次のとおり定められた。
- 宮城県

仙台区・宮城郡・柴田郡・刈田郡・伊具郡・亘理郡・名取郡・黒川郡・加美郡・志田郡・玉造郡・遠田郡・桃生郡・牡鹿郡
- 福島県

伊達郡・宇多郡・行方郡
1896年4月1日、連隊区へ改組された際に、仙台区を仙台市に変更した。同年、郡制施行による郡の統廃合により福島県宇多郡と同行方郡は合併し相馬郡となったため、陸軍管区表が改正（明治29年12月4日勅令第381号）され、1897年（明治30年）4月1日に宇多郡・行方郡が相馬郡に変更された。
1907年10月1日、次のとおり管轄区域が変更された。宮城県区域は、盛岡連隊区から本吉郡・登米郡・栗原郡を編入し、福島連隊区へ柴田郡・刈田郡・伊具郡・亘理郡・名取郡を移管した。また、福島県区域を福島連隊区へ移管した。
- 宮城県

仙台市・本吉郡・牡鹿郡・桃生郡・登米郡・遠田郡・栗原郡・志田郡・黒川郡・玉造郡・加美郡・宮城郡
1925年5月1日、福島連隊区から柴田郡・刈田郡・伊具郡・亘理郡・名取郡を編入し、管轄区域は宮城県全域となり、廃止されるまで変更はなかった。

## 司令官
仙台大隊区
- 井街清顕 歩兵中佐：1888年5月14日 -

仙台連隊区
- 可児春琳 歩兵中佐：1896年5月21日 - 1897年9月22日
- 石黒茂幸 歩兵少佐：1897年9月22日 - 1898年11月1日
- 石黒茂幸 後備歩兵少佐：1898年11月1日 - 1900年3月12日
- 岡田昭義 歩兵少佐：1900年3月12日 - 1901年11月3日
- 志賀範之 歩兵少佐：1901年11月3日 - 1902年1月22日
- 田辺保義 歩兵少佐：1902年1月22日 -
- 山崎菅雄 歩兵少佐：1903年12月1日 - 1906年1月20日
- 西村貢之助 歩兵中佐：1906年1月20日 - 1907年3月15日
- 平山信夫 歩兵中佐：1907年3月15日 - 1909年5月4日
- 佐藤彦人 歩兵中佐：1909年5月4日 - 1913年1月15日
- 市来保二郎 歩兵中佐：1913年1月15日 - 1914年8月10日
- 長谷川直敏 歩兵中佐：1914年8月10日 - 1916年4月1日
- 古荘末男 歩兵中佐：1916年4月1日 -
- 三木宗太郎 歩兵大佐：不詳 - 1923年8月6日[12]
- 三宅弁吉 歩兵大佐：1923年8月6日[12] -
- 土居稲生 歩兵大佐：1929年8月1日[13] - 1932年8月8日[14]
- 吉野栄一郎 歩兵大佐：1932年8月8日[14] - 1934年3月5日[15]
- 後藤十郎 歩兵大佐：1934年3月5日 - 1935年12月2日
- 東海林俊成 歩兵大佐：1939年10月26日 - 1941年4月1日
- 矢ヶ崎節三 少将：1944年3月1日 - 1945年2月12日[16]
- 東海林俊成 少将：1945年3月31日 - 終戦（兼仙台地区司令官）